# Социология права
Социология права — отрасль социологии, изучающая взаимодействия института права с другими социальными институтами. В сферу интересов социологии права входит изучение генезиса, динамики, структуры правовых норм, а также их социальную обусловленность и роль в обществе. Социология права тесно связана с криминологией, социальной инженерией и антропологией права.

## История социологии права
Понятие «социология права» впервые было введено Дионисио Анцилотти в 1892 году, а в 1913 году австрийцем Ойгеном Эрлихом была опубликована работа «Основы социологии права». В дальнейшем социология права развивалась благодаря исследованиям Макса Вебера, Эмиля Дюркгейма и  Леона Дюги. В частности, Макс Вебер и Эмиль Дюркгейм изучали влияние законов на общественные отношения.
Французский правовед Леон Дюги рассматривал право, как один из аспектов социальной солидарности.
После Второй мировой войны, было проведено большое количество эмпирических исследований права. Кроме того, понятие института права становится важной частью социологических теорий Толкотта Парсонса и Никласа Лумана.
В конце двадцатого века, благодаря работам Юргена Хабермаса и Мишеля Фуко, социология права начинает тесно взаимодействовать с социальной философией.
Социология права и преступности активно изучается с помощью многочисленных эмпирических исследований в современной немецкой социологии. Результаты этих исследований широко используются немецкими руководителями в практике социального управления на коммунальном, муниципальном, земельном и федеральном уровне.

## Понятия социологии права
Предмет социологии права и предмет правоведения довольно часто соприкасаются, но при этом подходы к изучению тех или иных правовых отношений сильно отличаются. Правовую науку, в первую очередь, интересует правовая форма общественных отношений, в то время как социологию интересует социальные функции этих отношений, и другие неюридические аспекты.
Право, как одна из социальных норм, выполняет важную социальную роль, при этом внедрение правовых норм в общественное сознание и их соблюдение обеспечивается принудительной силой государства.
В качестве одного из факторов социальной обусловленности права выступает правотворчество.
На правотворческую деятельность большое влияние оказывают морально-нравственные, экономические, политико-правововые, национальные, социально-психологические и социокультурные факторы. От этих факторов зависит формирование правовой системы государства.
Кроме исследований правотворческой деятельности, социология права изучает социальные аспекты правоприменительной деятельности. В частности, одной из важных задач исследования правоприменительной деятельности, является выявление и определение эффективности социальных функций права.

## Предмет и проблемы социологии права

### Предмет социологии права
Предметы юриспруденции как науки и социологии права, как уже отмечалось выше, в некоторых моментах тесно связаны друг с другом, но тем не менее их следует чётко разделять между собой. В самом общем смысле социология права занимается его изучением как социального института, то есть предметом данной науки является совокупность различных видов взаимодействия права как института с обществом, динамика развития правовой культуры, законотворческий и правотворческий процессы через призму влияния на них общества и воздействия их на него. Эффективность создаваемого законодательства также остаётся актуальным предметом эмпирических исследований и по сей день. 
Кроме того, предметом социологии права является в целом правовая система, механизмы взаимодействия внутри неё и её взаимоотношений с внешним миром. Эта наука изучает функционирование самых различных правовых институтов, анализирует деятельность различных государственных органов, связанных с отправлением правосудия. 
Ещё одной характерной чертой объекта изучения данной науки является то, что она акцентирует внимание не на сухом анализе норм права, их исторических и общественных предпосылок, но анализирует систему права в её динамике, развитии, рассматривает непосредственно поведение людей и групп людей в условиях постоянного законотворческого процесса и изменений в правовой системе.
В разные периоды существования интересы данной науки были различны. Так, на заре её появления, социология права изучала в основном общие вопросы, тесно связанные с теорией и философией права. Уже несколько позднее, в начале двадцатого столетия, социолог О. Эрлих заложил официальную основу этой научной дисциплины. Именно он определил как предмет социологии права не чисто теоретическое право, не абстрактные правовые нормы, но реально функционирующее в общественной среде право, которое подвержено постоянным усовершенствованиям и изменениям. 
Социология права также изучает более частные предметы. Например, социологов в данной области интересует поведение преступников, влияние на них наказаний. Эта дисциплина тесно связана и с политической сферой общества, ведь институт выборов (избирательное право) является не только осуществлением законного права человека, но и политическим институтом. В настоящее время интерес социологов права опять смещён в сферу более общих вопросов на уровне институтов и в целом правовой системы. Однако, сейчас наблюдается больший баланс между конкретными и абстрактными социологическими исследованиями в данной области. Так, в рамках Российской Федерации, проводились масштабные исследования именно в рамках социологической дисциплины по вопросам отношения их к государственной власти, видения именно глазами народа современного российского законодательства, проводился анализ общего правосознания россиян. Некоторые учёные-социологи, всё же, убеждены, что истинным предметом социологии права всё же должны стать не абстрактные теоретические положения юриспруденции, а реальное ежедневное взаимодействие права и общества.

### Проблемы социологии права
Как и в любой научной дисциплине, в социологии права существуют свои внутридисциплинарные методологические и иные проблемные точки. Главным образом, в данной науке существует множество пробелов и неточностей в терминологии. Так как она стоит на стыке между социологией и юриспруденцией, социологи и юристы зачастую просто не понимают друг друга, так как отсутствует единый язык терминов. 
Проблемным становится также тот факт, что в последние годы ускоряются темпы законотворческого процесса, количество правовых актов, прецедентов и резонансных случаев неуклонно растёт, что создаёт сложности для изучения этой системы социологами. Становится крайне затруднительным делать какие бы то ни было прогнозы относительно будущего издаваемых законов, сложнее изучать реакцию на них граждан, а, кроме того, очень часто из-за слишком большого объёма и быстрых темпов этой реакции просто не наблюдается. 